# Probaryconus striatus
Probaryconus striatus är en stekelart som först beskrevs av William Harris Ashmead 1893.  Probaryconus striatus ingår i släktet Probaryconus och familjen Scelionidae. Inga underarter finns listade i Catalogue of Life.